# Dernath (Adelsgeschlecht)

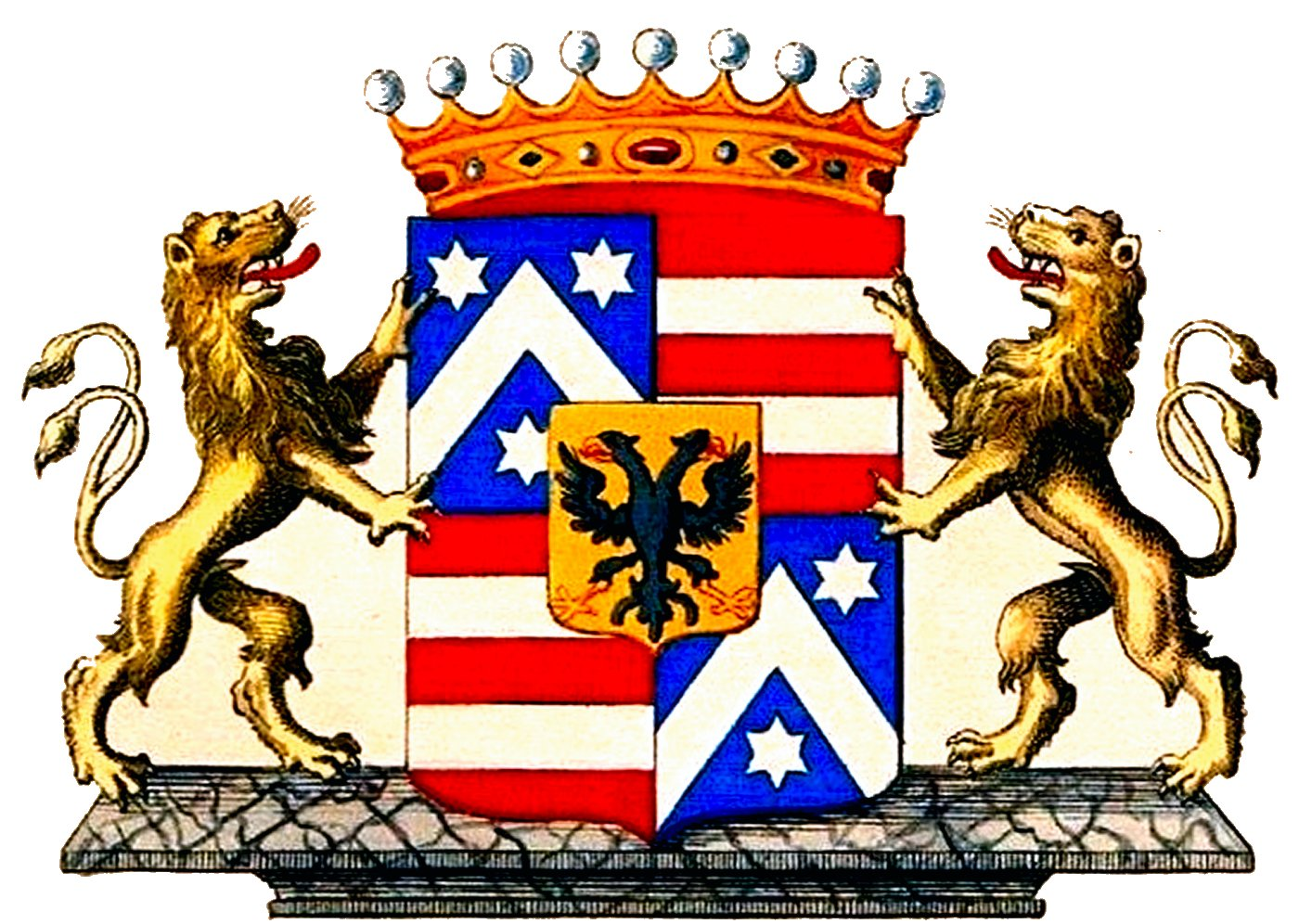
Wappen der Grafen von Dernath

Das Adelsgeschlecht von Dernath, zuvor van der Nath, war eine ursprünglich niederländische Familie, die dann in Böhmen und Ungarn und in Holstein ansässig waren. Das Geschlecht wurde 1655 in den Grafenstand erhoben und erlosch 1877 im Mannesstamm.

## Geschichte
Die Familie stammte aus den Niederlanden und verlagerte ihren Sitz von der Provinz Braband nach Böhmen. Die Familie hieß anfangs „van der Nath“ und behielt diese Namensform bis weit in das 18. Jahrhundert bei. Am 20. November 1655 bekamen die Brüder Theodor, Gerhard und Leonhard den Titel eines Grafen verliehen.
Theodor begründete die ältere Linie. Sie erhielt 1730 das Indigenat in Böhmen und 1750 in Ungarn als Magnaten. Sie erlosch im Mannesstamm mit Wilhelm Graf van Dernath, Freiherr von Dessener und Winterhofen, k. k. Kämmerer (* 1797; † 30. Mai 1877).
Gerhard von Dernath begründete die jüngere Linie, die sich im Gottorfer Anteil von Holstein niederließ und 1828 im Mannesstamm ausstarb. Sein gleichnamiger Sohn ließ südlich vor Schloss Gottorf im so genannten Westergarten, der im 16. Jahrhundert unter Herzog Adolf angelegt wurde, ab 1707 das Palais Dernath mit einem französischen Barockgarten erbauen, entworfen von Johann Christian Lewon (um 1690–1760). An der Stelle des 1868 abgebrannten Palais befindet sich heute das Oberlandesgericht Schleswig-Holstein. Letzte Namensträgerin der jüngeren Linie war die 1867 verstorbene Elise von Dernath (1789–1867), Ehefrau von Christian Günther von Bernstorff.

## Wappen
Das Wappen ist geviert. Im 1. und 4. Feld in Blau ein von 3 Sternen begleiteter goldener Sparren. Das 2. und 3. Feld ist von Gold und Rot spitzenweise lang abgeteilt. In einem goldenen Herzschild der kaiserliche Doppeladler.

## Besitzungen
- Schlesien: Ehrenberg (Leobschütz) 1710
- Österreich: Lixten und Weissack (Jägerndorf)
- Ungarn/Slowakei: Humenné
- Holstein: Hasselburg (1666–1816), Mühlenkamp und Sierhagen (1666–1730)

## Familienmitglieder
Zu den Mitgliedern des Adelsgeschlechts gehörten:

### Ältere (böhmisch-ungarische) Linie
- Theoderich von Dernath († 1693)

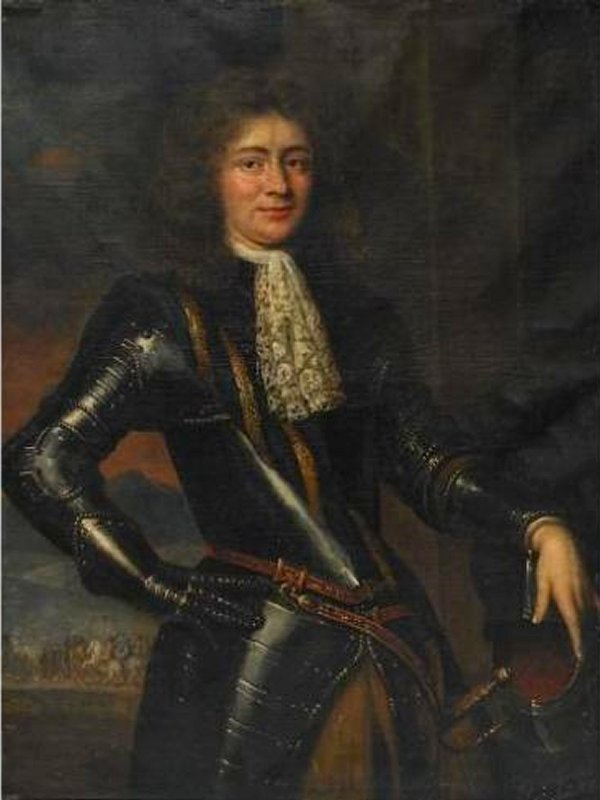
Hyacinthe Rigaud: Porträt des Grafen Jerhard (Gerhard Constantin?) van Dernath

  - Gerhard Constantin von Dernath (1658–1738), k.k. Kämmerer ⚭ Theresia Gräfin Berchtold
    - Gotthard (Gerhard) Joseph Heinrich von Dernath (1695–1759), k.k. Kämmerer und oberösterreichischer Regierungsrat, auf Homonna ⚭ Maria Theresia Gräfin Zichy und Vásonykeö
      - Heinrich von Dernath (1730–1815), k.k. Kämmerer und Geheimer Rat, auf Homonna
        - Heinrich von Dernath (1797–) ⚭ (in 3. Ehe) Maria Antonia Gräfin Hoyos

      - Gerhard von Dernath (1735–1785)
        - Franz von Dernath († 1804)
          - Wilhelm von Dernath (1797–1877), Freiherr von Dessener und Winterhofen

### Jüngere (holsteinische) Linie
- Gerhard von Dernath (Kriegsrat) (1622–1689), kursächsischer Kriegsrat, Generalleutnant und Oberfalkenmeister
- Johann Georg von Dernath (1666–1739), auf Sierhagen, herzoglich gottorpischer Konferenzrat und Landrat, Amtmann zu Trittau und Reinbek
  - Gerhard von Dernath (Amtmann) (1690–1766), auf Sierhagen, Amtmann zu Bordesholm
- Gerhard von Dernath (Diplomat) (1666–1740), auf Hasselburg, holstein-gottorpischer Diplomat und Feldmarschall
  - Gerhard von Dernath (Kanzler) (1700–1759), herzoglich gottorpischer Geheimer Rat
    - Friedrich Otto von Dernath (1734–1805), Gutsherr, Landrat, Domherr in Lübeck
      - Sophie Luise Charlotte ⚭ Carl Ludwig von Baudissin
      - Magnus von Dernath (1765–1828), Domherr in Lübeck, dänischer Gesandter in Stockholm, Dresden und Madrid
        - Elise von Dernath (1789–1867) ⚭ Christian Günther von Bernstorff

    - Carl von Dernath (1750–1766), Domherr in Lübeck